# Porte Molitor (métro de Paris)
Porte Molitor est une station du métro de Paris construite en 1923 et faisant partie, avec la station Haxo, des « stations fantômes » qui n'ont jamais vu passer un seul voyageur. Elle est située dans le 16e arrondissement de Paris.

## La station

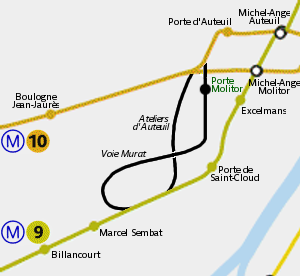
Localisation de la station.

Les stations Porte de Saint-Cloud et Porte d'Auteuil sont reliées d'une part par les voies des ateliers d'Auteuil et d'autre part par une voie unique située sous le boulevard Murat. Une station à quai central se trouve sous celui-ci. Elle s'appelle donc Murat ou Porte Molitor.
Cette station était destinée à l'origine à la desserte du stade du Parc des Princes (alors « stade vélodrome du Parc des Princes », inauguré en 1897) les soirs de matchs par la ligne 9, mais ses accès ne furent jamais construits. Les voies sont utilisées au garage des trains des lignes 9 et 10 ; elles peuvent aussi servir de raccordement entre ces deux lignes.
Près de la place de la Porte-Molitor, à l'extrémité ouest de la rue Molitor, le nom Porte Molitor est porté par des arrêts desservis par les lignes 52, 88, PC et 123 du réseau de bus RATP.